# Jeep Avenger
Jeep Avenger este un SUV crossover subcompact (din segmentul B) produs de Jeep. A fost prezentat pe 8 septembrie 2022 alături de alte două modele Jeep și a fost dezvăluit integral la Salonul Auto de la Paris în octombrie 2022. Poziționat sub Renegade, este cel mai mic vehicul din gamă.
Modelul a fost numit Mașina Anului 2023 în Europa în cadrul Salonului Auto de la Bruxelles.
Conceptul Jeep Avenger 4xe a fost de asemenea prezentat la Salonul Auto de la Paris din 2022, având un sistem de tracțiune integrală.

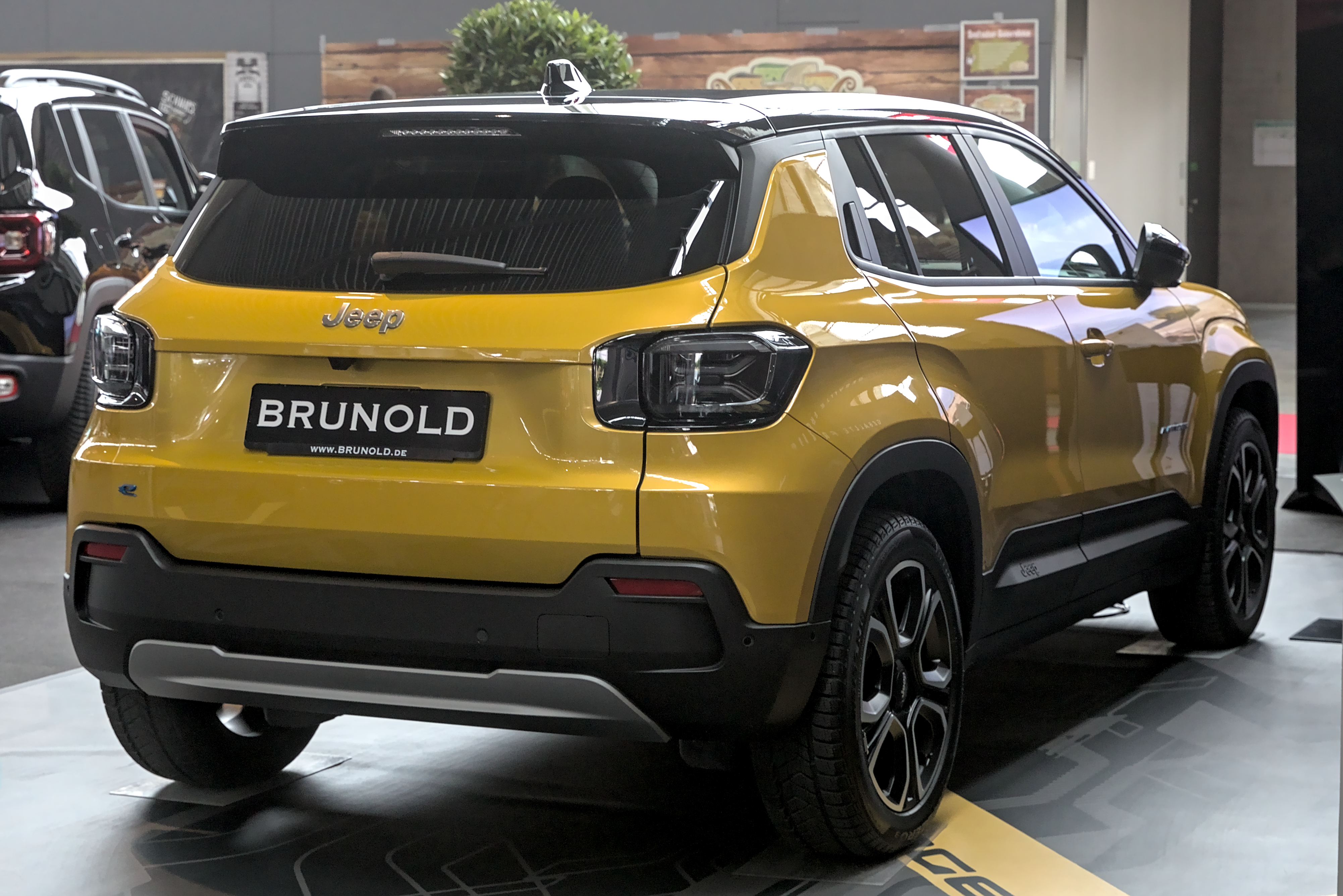
Spate
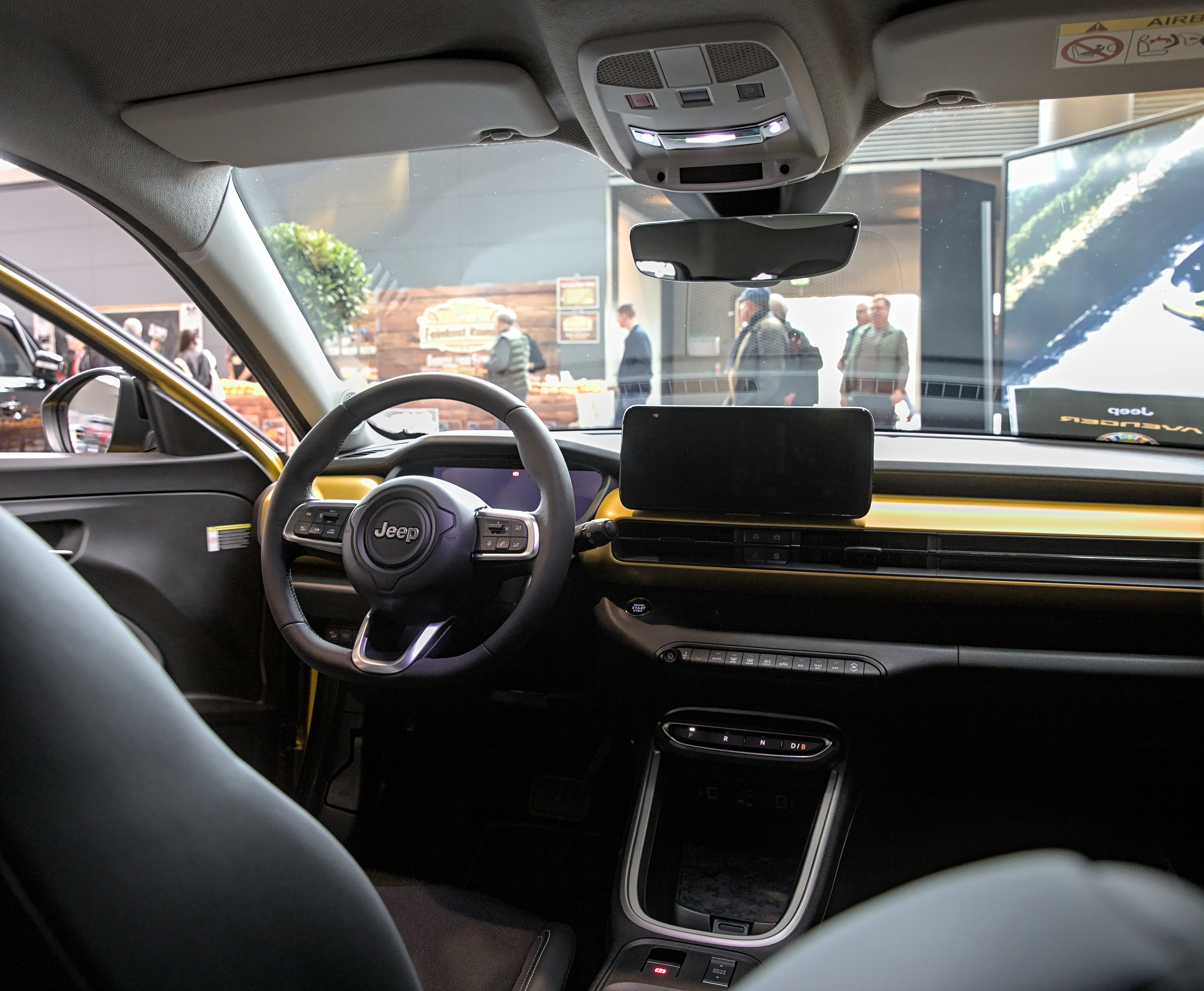
Interior
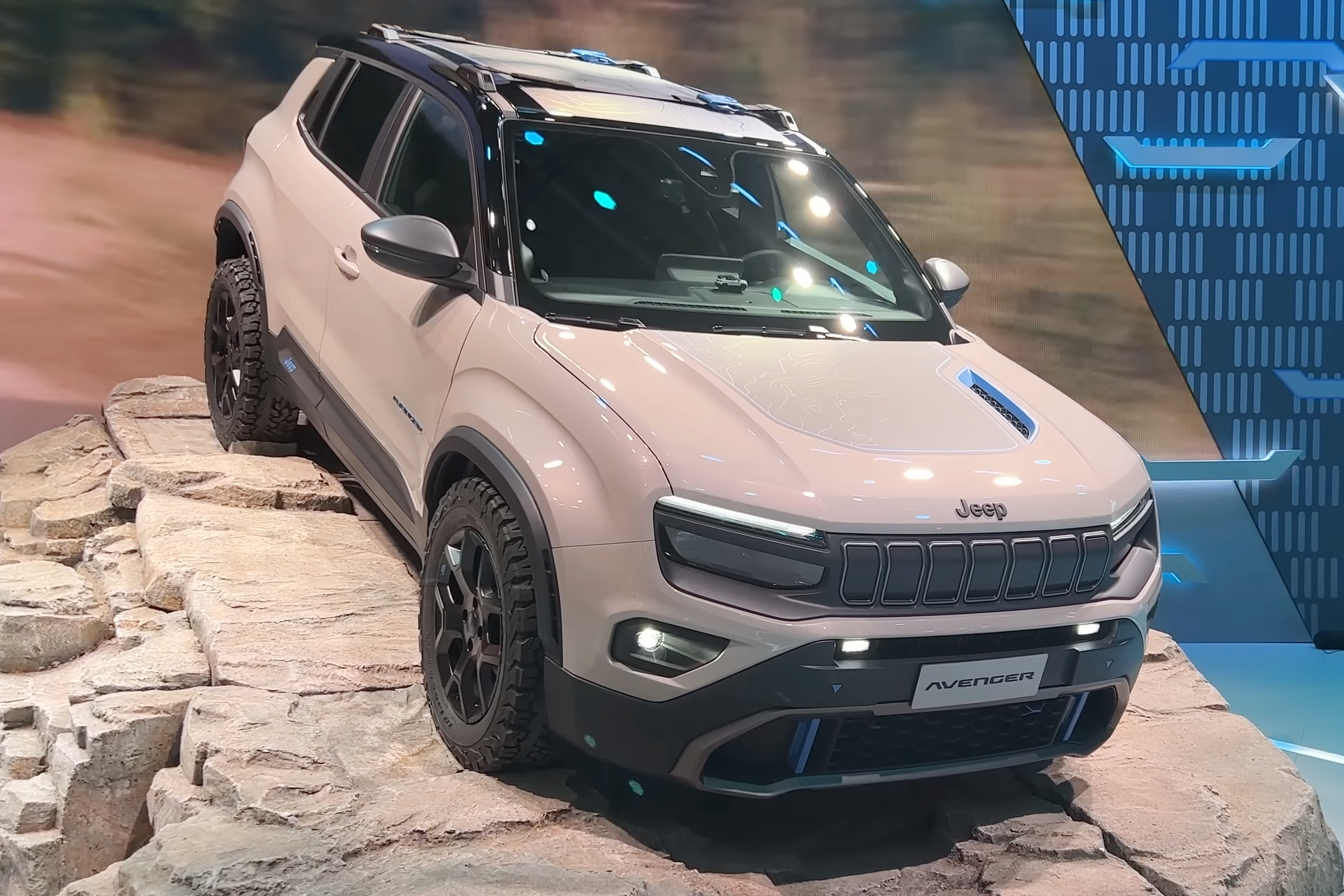
Jeep Avenger 4xe